# Чойн Дугаржав
Чойн Дугаржав (монг. Чойн Дугаржав; 15 апреля 1912, сомон Онгон (ныне Сухэ-Баторский аймак) — 1985) — полковник Монгольской народно-революционной армии, командир 23-го полка МНРА, Герой Монгольской Народной Республики.

## Биография
В августе 1933 года, 21-летнего юношу призвали на военную службу в Монгольской народно-революционной армии, начался новый этап его жизни, с этого времени он связал свою жизнь с армией. В 1933—1951 годах — служил в рядах Монгольской народно-революционной армии, командир отделения, начальник отдела боеприпасов, командовал кавалерийской ротой, командир 23-го полка МНРА, в 1951—1972 годах — главный политработник сомона Онгон (Сухэ-Баторский аймак), командир бригады войскового соединения, начальник учебной части по боеприпасам.
В истории записано, что Чойн Дугаржав участвовал в 80 больших и малых сражениях в ходе пограничных конфликтов с милитаристской Японией и Маньчжоу-Го, в боях на Халхин-Голе в 1939 году и в Освободительной войне 1945 года.
Депутат XVI съезда Монго́льской наро́дно-революцио́нной па́ртии.
18 августа 1969 года за большие заслуги в обеспечении победы своих частей и отличие в боях на Халхин-Голе и в советско-японской войне правительством МНР награждён званием Героя Монгольской Народной Республики.